# ديويفيل (يوتا)
ديويفيل (بالإنجليزية: Deweyville, Utah)‏ هي بلدة تقع بولاية يوتا في الولايات المتحدة. تأسست عام 1864، تبلغ مساحتها 16.7 (كم²)، وترتفع عن سطح البحر 1322 م، بلغ عدد سكانها 325 نسمة في عام 2012 حسب إحصاء مكتب تعداد الولايات المتحدة وتصل الكثافة السكانية فيها 16.6 نسمة/كم2.

## التركيبة السكانية
حدّد مكتب تعداد الولايات المتحدة بيانات التركيبة السكانية لديويفيل في تعداد الولايات المتحدة. في ما يلي، التركيبة السكانية حسب تعدادي 2000 و2010.

### تعداد عام 2000
بلغ عدد سكان ديويفيل 278 نسمة بحسب تعداد عام 2000، وبلغ عدد الأسر 98 أسرة وعدد العائلات 68 عائلة مقيمة في البلدة. في حين سجلت الكثافة السكانية 16.8 نسمة لكل كيلومتر مربع (43.5/ميل2). وبلغ عدد الوحدات السكنية 106 وحدة بمتوسط كثافة قدره 6.4 لكل كيلومتر مربع (16.6/ميل2).
وتوزع التركيب العرقي للبلدة بنسبة 95.68% من البيض و0.72% من الأمريكيين ذوي الأصول الآسيوية و2.16% من الأعراق الأخرى و1.44% من عرقين مختلطين أو أكثر و2.16% من الهسبانيون أو اللاتينيون من أي عرق.
بلغ عدد الأسر 98 أسرة كانت نسبة 36.7% منها لديها أطفال تحت سن الثامنة عشر تعيش معهم، وبلغت نسبة الأزواج القاطنين مع بعضهم البعض 58.2% من أصل المجموع الكلي للأسر، ونسبة 6.1% من الأسر كان لديها معيلات من الإناث دون وجود شريك، بينما كانت نسبة 5.1% من الأسر لديها معيلون من الذكور دون وجود شريكة وكانت نسبة 30.6% من غير العائلات. تألفت نسبة 29.6% من أصل جميع الأسر من عدة أفراد يعيشون في نفس المنزل ونسبة 13.3% كانت تتألف من شخص يعيش بمفرده يبلغ من العمر 65 عاماً أو أكثر. وبلغ متوسط حجم الأسرة المعيشية 2.84، أما متوسط حجم العائلات فبلغ 3.57.
بلغ العمر الوسطي للسكان 33.0 عاماً. وكانت نسبة 30.2% من القاطنين تحت سن الثامنة عشر، وكانت نسبة 12.9% بين الثامنة عشر والرابعة والعشرين عاماً، ونسبة 20.9% كانت واقعةً في الفئة العمرية ما بين الخامسة والعشرين والرابعة والأربعين عاماً، ونسبة 23.7% كانت ما بين الخامسة والأربعين والرابعة والستين، ونسبة 12.2% كانت ضمن فئة الخامسة والستين عاماً فما فوق. يوجد لكل 100 أنثى 97.2 ذكر، ويوجد لكل 100 أنثى في الثامنة عشر من عمرها فما فوق 98.0 ذكر.
بلغ متوسط دخل الأسرة في البلدة 43,750 دولارًا، أما متوسط دخل العائلة فبلغ 58,750 دولارًا. وكان متوسط دخل الذكور 42,500 دولارًا مقابل 26,250 دولارًا للإناث. وسجل دخل الفرد الخاص بالبلدة 20,260 دولارًا. وكانت نسبة 5% من العائلات ونسبة 5.6% من السكان تحت خط الفقر، وكان من هؤلاء نسبة 2.2% تحت سن الثامنة عشر ونسبة 6.7% في الخامسة والستين من العمر وما فوق.

### تعداد عام 2010
بلغ عدد سكان ديويفيل 332 نسمة بحسب تعداد عام 2010، وبلغ عدد الأسر 117 أسرة وعدد العائلات 87 عائلة مقيمة في البلدة. في حين سجلت الكثافة السكانية 20.1 نسمة لكل كيلومتر مربع (52.1/ميل2). وبلغ عدد الوحدات السكنية 129 وحدة بمتوسط كثافة قدره 7.8 لكل كيلومتر مربع (20.2/ميل2).
وتوزع التركيب العرقي للبلدة بنسبة 96.99% من البيض و0.30% من الأمريكيين الأفارقة و0.30% من الأمريكيين الأصليين و0.30% من الأمريكيين ذوي الأصول الآسيوية و0.30% من سكان جزر المحيط الهادئ و0.30% من الأعراق الأخرى و1.51% من عرقين مختلطين أو أكثر و0.90% من الهسبانيون أو اللاتينيون من أي عرق.
بلغ عدد الأسر 117 أسرة كانت نسبة 40.2% منها لديها أطفال تحت سن الثامنة عشر تعيش معهم، وبلغت نسبة الأزواج القاطنين مع بعضهم البعض 65% من أصل المجموع الكلي للأسر، ونسبة 6% من الأسر كان لديها معيلات من الإناث دون وجود شريك، بينما كانت نسبة 3.4% من الأسر لديها معيلون من الذكور دون وجود شريكة وكانت نسبة 25.6% من غير العائلات. تألفت نسبة 24.8% من أصل جميع الأسر من عدة أفراد يعيشون في نفس المنزل ونسبة 12% كانت تتألف من شخص يعيش بمفرده يبلغ من العمر 65 عاماً أو أكثر. وبلغ متوسط حجم الأسرة المعيشية 2.84، أما متوسط حجم العائلات فبلغ 3.43.
بلغ العمر الوسطي للسكان 36.7 عاماً. وكانت نسبة 30.7% من القاطنين تحت سن الثامنة عشر، وكانت نسبة 6.3% بين الثامنة عشر والرابعة والعشرين عاماً، ونسبة 21.1% كانت واقعةً في الفئة العمرية ما بين الخامسة والعشرين والرابعة والأربعين عاماً، ونسبة 26.8% كانت ما بين الخامسة والأربعين والرابعة والستين، ونسبة 15.1% كانت ضمن فئة الخامسة والستين عاماً فما فوق. وتوزع التركيب الجنسي للسكان بنسبة 48.5% ذكور و51.5% إناث.

## وصلات خارجية
- http://www.townofdeweyville.org/
- The US50 - Cities and Towns in Utah State
- Utah Cities and Towns, Facts, Map, Flag, Colleges, Government, and More